# Gare de Millau
Gare de Millau vasútállomás Franciaországban, Millau településen.

## Vasútvonalak
Az állomást az alábbi vasútvonalak érintik:
- Béziers-Neussargues-vasútvonal

## Kapcsolódó állomások
A vasútállomáshoz az alábbi állomások vannak a legközelebb:
- Gare de Sévérac-le-Château
- Gare de Saint-Georges-de-Luzençon